# منهتن کمپانی
منهتن کمپانی (انگلیسی: Manhattan Company) شرکت هلدینگ خدمات مالی و بانکداری آمریکایی بود، که در سال ۱۷۹۹ توسط سیاست‌مدار و کارآفرین آمریکایی؛ آرون بور تأسیس شد. این شرکت در سال ۱۹۵۵ در پی ادغام با بانک ملی چیس و تأسیس بانک چیس منهتن، منحل شد.